# Kortárs latin
Kortárs latinnak vagy élő latinnak nevezzük az irodalmi latin nyelv azon állapotát, amelyet a 20. század óta egészen napjainkig használnak vagy a római katolikus egyházon belül, vagy egyes klasszikus latin iránt rajongó közösségeknél. Vannak, akik ezt a korszakot is a neolatin kornak folytatásának tekintik, jelentősége viszont - a neolatin szövegprodukcióhoz képest - az idő folyamán egyre inkább marginálissá vált. Az élőlatinos közösség többsége nem az előző korszakból, hanem a klasszikus korból indul ki, így próbálva visszaállítani a latin eredeti funkcióját. A kortárs latin jelenléte főleg a latin nyelvű fordítások által tetten érhető, de egyes filmeknél, zenében, az internetes világban is jelen lehet (pl. létezik a Wikipédiának latin nyelvű változata is). Elvétve néhány humán tárgyú publikáció is megjelent latinul a 20. század folyamán.

## Előzmények
A latin nyelv élő korszaka a 8. századig tartott, ezt követően a középkorban a latin nyelv használata egyeduralkodó volt a diplomáciában, a vallásban, a tudományban, és az adminisztrációban. A reneszánsz humanizmus során ezt a regionális hatásoktól nem mentes nyelvet igyekeztek megtisztítani, létrehozva egy műveltségi elit közeg által használt, ám mennyiségben a könyvnyomtatás feltalálása révén a középkoriét messze felülmúló világi és egyházi irodalmat. A latin nyelvnek a politikai szerepét a 18. században átvette a francia nyelv, nagyjából a 19. századig leváltották a nemzeti nyelvek a tudományban. Az egyházi neolatin nyelv folytatódott a századforduló után a katolikus manualista filozófiai és teológiai irodalomban, valamint a liturgiában a második vatikáni zsinatig. Ezt követően megmaradt a latin nyelv az Apostoli Szentszék nyelvének mind a mai napig. Az oktatásban egyes országokban mind a mai napig előkelő helyet foglal el, bár a tendencia csökkenő.

## Bibliográfia
- Jozef IJzewijn, A companion to neo-Latin studies, 1977.
- W. H. S. Jones, M.A. Via Nova or The Application of the Direct Method to Latin and Greek, Cambridge University Press 1915.
- Robin Meyer, "Curtain Call for Latin" in The Linguist vol. 59 no. 1 (2020) pp. 22–23
- José Juan del Col, ¿Latín hoy?, published by the Instituto Superior Juan XXIII, Bahía Blanca, Argentina, 1998 (Microsoft Word - LATINHOY.doc. Juan23.edu.ar . [2009. február 5-i dátummal az eredetiből archiválva]. (Hozzáférés: 2017. július 10.))
- Guy Licoppe, Pourquoi le latin aujourd'hui ?: (Cur adhuc discenda sit lingua Latina), s.l., 1989
- Françoise Waquet, Le latin ou l'empire d'un signe, XVIe–XXe siècle, Paris, Albin Michel, 1998.
- Guy Licoppe, Le latin et le politique: les avatars du latin à travers les âges, Brussels, 2003.
- Wilfried Stroh, Latein ist tot, es lebe Latein!: Kleine Geschichte einer großen Sprache (ISBN 9783471788295)